# Pocillopora informis
Espèce
Statut CITES
Pocillopora informis est une espèce de coraux appartenant à la famille des Pocilloporidae.

## Habitat et répartition
Pocillopora informis est un coraux de l'océan Indien et des mers adjacentes.